# Ernst Beneder
Ernst Beneder (* 1958 in Waidhofen an der Ybbs) ist ein österreichischer Architekt.

## Leben
Ernst Beneder studierte Architektur an der Technischen Universität Wien und am Institut für Technologie in Tokio. Seit 1987 ist er Architekt in Wien, seit 1996 in einer Arbeitsgemeinschaft mit Anja Fischer. Er erhielt Gastprofessuren an der TU Wien und an der University of Illinois.

## Auszeichnungen
- 1991 1. Preis Gestaltungs- und Verkehrskonzeptwettbewerb Waidhofen an der Ybbs[1]
- 2001 Otto-Wagner-Städtebaupreis
- 2002 Kulturpreis der Stadt Waidhofen
- 2008 Niederösterreichischer Kulturpreis für Architektur

## Realisierungen
- Stadtprojekt Waidhofen an der Ybbs, 1996 Das offene Rathaus, 1999 Ybbsuferweg, 2001 Platzgestaltung
- 1999 Heimatmuseum Waidhofen an der Ybbs
- 1999 Osterkapelle Augustiner Chorherrenstift Stift Herzogenburg
- 2001 Stammhaus Sparkasse Niederösterreich in St. Pölten
- 2001 SMZ Baumgartner Höhe, Neurologisches Zentrum
- 2005 Pfarrkirche Gallspach
- 2010 Pfarrkirche Lingenau